# Táliga

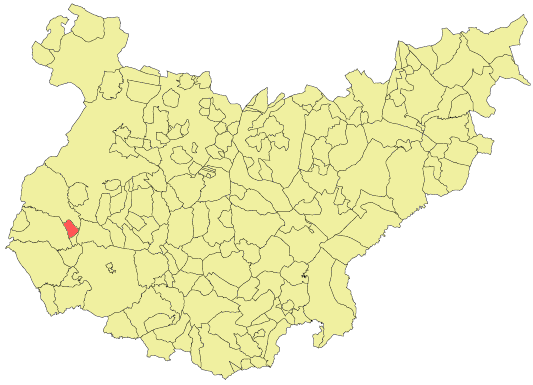
Localización del municipio de Táliga.

Táliga (en portugués, Talega)  es un municipio español, perteneciente a la provincia de Badajoz (comunidad autónoma de Extremadura). Según el INE, en 2019 contaba con una población de 665 habitantes.

## Situación
Táliga se sitúa al sur de la comarca de los Llanos de Olivenza. Limita con los términos de Alconchel al oeste y Barcarrota al este, con los que está comunicado a través de la carretera EX-313.
Pertenece a la comarca de Llanos de Olivenza y al partido judicial de Olivenza.

## Historia
Formó parte de Portugal durante más de cinco siglos (debido a esto aun se habla portugués en la zona), hasta su incorporación a España en 1801, constituido como una parroquia (feligresía) del municipio de Olivenza con el nombre de Nuestra Señora de la Asunción de Táliga (Nossa Senhora da Assunção de Talega).
A la caída del Antiguo Régimen la parroquia forma parte del municipio constitucional de Olivenza en la región de Extremadura. Desde 1834 quedó integrado en el partido judicial de Olivenza.
Dejó de formar parte del municipio de Olivenza cerca de 1850. En el censo de 1857 contaba con 140 hogares y 510 vecinos. Sus primeros registros municipales datan de 1871.
Como con el resto del territorio cedido a España en virtud del tratado de Badajoz en 1801, Portugal no reconoce la soberanía española sobre Táliga, invocando el Congreso de Viena de 1815, aunque no disputa de forma activa su posesión. Por su parte, España considera que el territorio es una posesión legalmente española en virtud de dicho tratado, el cual, según la posición española, no ha sido anulado ni derogado.

## Demografía
Táliga cuenta con una población de 660 habitantes (INE 2024).
| Gráfica de evolución demográfica de Táliga entre 1857 y 2021 |
| |
| Población de derecho según los censos de población del INE. Población de hecho según los censos de población del INE.Entre el censo de 1857 y el anterior, aparece este municipio porque se segrega del municipio Olivenza. |

## Patrimonio
Iglesia parroquial católica bajo la advocación de Nuestra Señora de la Asunción, en la archidiócesis de Mérida-Badajoz.